# Le Jour des fous (bande dessinée)
Pour les articles homonymes, voir Le Jour des fous (homonymie).
Le jour des fous est un album de la série de bande dessinée Iznogoud publié aux éditions Dargaud en 1972. Le scénario est de René Goscinny et les dessins sont de Jean Tabary. Il fait écho à la fête des fous médiévale.

## Le Jour des fous
À Bagdad, le « Jour des fous » est une journée où les rôles sont inversés : le maître prend la place du serviteur et vice-versa. Iznogoud y voit une occasion de devenir calife, mais la situation s’avère plus complexe qu’il n'y paraît. Un ressort comique de l’épisode est la journée d’un Japonais qui n’a rien demandé.

## Le Défi
Iznogoud découvre l'existence d'une loi permettant à un citoyen de lancer un défi au calife qui entraîne sa destitution en cas de défaite.

## Le Labyrinthe
Iznogoud découvre dans Bagdad un labyrinthe magique dont personne ne peut ressortir. Son intention évidente est d'y faire entrer le calife.

## Élections dans le Califat
Un épisode de péripéties électorales dans le Califat marqué d'interventions d'un mage, de fakirs, et d'un génie.